# باد به دستان
باد به دستان فیلمی به کارگردانی  و نویسندگی عبدالرضا کاهانی محصول سال ۱۳۸۲ است.

## بازیگران
- حسین میردوستی
- مریم درسته
- فاطمه خوروش
- فرح میرکمالی
- صفورا میردوستی
- فاطمه شمبویی فرد
- حسین رهبر